# Octavio Vial
Octavio Vial de la Llata (26 novembre 1918 – 19 gennaio 1989) è stato un allenatore di calcio e calciatore messicano, di ruolo attaccante.

## Carriera
Ha guidato la Nazionale messicana ai Mondiali 1950.